# آرویو دو آبوئلا
آرویو دو آبوئلا (به اسپانیایی: Arroyo de Abejuela) یک رود در اسپانیا است که در استان آلباسته واقع شده‌است.